# PTGDR
PTGDR (англ. Prostaglandin D2 receptor) – білок, який кодується однойменним геном, розташованим у людей на короткому плечі 14-ї хромосоми. Довжина поліпептидного ланцюга білка становить 359 амінокислот, а молекулярна маса — 40 271.
| 10         |  | 20         |  | 30         |  | 40         |  | 50         |
| ---------- |  | ---------- |  | ---------- |  | ---------- |  | ---------- |
| MKSPFYRCQN |  | TTSVEKGNSA |  | VMGGVLFSTG |  | LLGNLLALGL |  | LARSGLGWCS |
| RRPLRPLPSV |  | FYMLVCGLTV |  | TDLLGKCLLS |  | PVVLAAYAQN |  | RSLRVLAPAL |
| DNSLCQAFAF |  | FMSFFGLSST |  | LQLLAMALEC |  | WLSLGHPFFY |  | RRHITLRLGA |
| LVAPVVSAFS |  | LAFCALPFMG |  | FGKFVQYCPG |  | TWCFIQMVHE |  | EGSLSVLGYS |
| VLYSSLMALL |  | VLATVLCNLG |  | AMRNLYAMHR |  | RLQRHPRSCT |  | RDCAEPRADG |
| REASPQPLEE |  | LDHLLLLALM |  | TVLFTMCSLP |  | VIYRAYYGAF |  | KDVKEKNRTS |
| EEAEDLRALR |  | FLSVISIVDP |  | WIFIIFRSPV |  | FRIFFHKIFI |  | RPLRYRSRCS |
| NSTNMESSL  |  |            |  |            |  |            |  |            |

A: Аланін

C: Цистеїн

D: Аспарагінова кислота

E: Глутамінова кислота

F: Фенілаланін

G: Гліцин

H: Гістидин

I: Ізолейцин

K: Лізин

L: Лейцин

M: Метіонін

N: Аспарагін

P: Пролін

Q: Глутамін

R: Аргінін

S: Серин

T: Треонін

V: Валін

W: Триптофан

Кодований геном білок за функціями належить до рецепторів, g-білокспряжених рецепторів, білків внутрішньоклітинного сигналінгу. 
Задіяний у такому біологічному процесі, як альтернативний сплайсинг. 
Локалізований у клітинній мембрані, мембрані.